# Szuj-dinasztia
A Szuj (Sui)-dinasztia rövid életű, de jelentős kínai dinasztia volt, amely a több mint három és fél évszázada széttagolt Kínát 589-ben újraegyesítette. A dinasztiának mindössze két uralkodója volt: Jang Csien (Yang Jian), aki Szuj Ven-ti (Sui Wendi) néven uralkodott (581–604), majd pedig a fia, Szuj Jang-ti (Sui Yangdi) (604–618). Míg Szuj Ven-ti (Sui Wendi) konszolidálta a dinasztia hatalmát, újjáépítette az egységes igazgatási rendszert és felvirágoztatta a gazdaságot, addig Szuj Jang-ti (Sui Yangdi) költséges építkezéseivel és hadjárataival kimerítette az országot. 618-ban a dinasztiát felkelések döntötték meg, s helyére a Tang-dinasztia lépett. A Szuj (Sui)-dinasztia legfontosabb öröksége az egységes kínai állam helyreállítása mellett a Nagy-csatorna felépítése volt.

## Története
Jang Cien (Yang Jien), a későbbi Ven (Wen) császár ősei két évszázadon át az északi császárok szolgálatában álltak, és rokoni kapcsolatok fűzték őket az Északi Csou (Zhou)-dinasztiához. Az Északi Csou (Zhou) császár 578-ban bekövetkezett halálakor bekövetkezett utódlási harcban Jang Cien (Yang Jien) ragadta magához a hatalmat. Tapasztaltsága és rátermettsége megfelelő elismertséget biztosított a számára, hogy seregével megtámadja a déli területeket. Miután legyőzte Csen (Zhen) állam uralkodóját, a három évszázadon át tartó széttagoltságot követően a kínai birodalom újraegyesült.
Szuj Jang-ti (Sui Yangdi) legfontosabb tette a Nagy-csatorna megépíttetése volt. A csatornára nagy szükség volt, már az i. e. 5. ban felmerült megépítésének ötlete. Kína gazdasági központja a Déli és északi dinasztiák korában a Sárga-folyó völgyéből délre, a Jangce völgyébe került, itt termelték az ország gabonájának nagy részét. A politikai központ viszont továbbra is északon maradt, a nagyobb háborúkat is északon vívták, ezért meg kellett oldani az adógabona és a hadsereg utánpótlásának északra szállítását. Az ország vízi útjai általában nyugat-kelet irányúak, tehát a célnak nem feleltek meg; a szárazföldi utak alkalmatlanok voltak ilyen hatalmas mennyiségű gabona továbbítására; a tengeri hajózás pedig még nem volt elég biztonságos. Így aztán Szuj Jang-ti (Sui Yangdi) úgy döntött, hogy hatalmas, csaknem kétezer kilométer hosszú, hajózható csatornát ásat a déli gabonatermő vidékek és északi fővárosa összekötésére. A nagy mű uralkodásának hatodik évében, 610-ben készült el. A Nagy-csatorna jelentős hatással volt a kínai gazdaság és kereskedelem fejlődésére. Egészen a 19. század végéig, a vasútépítések kezdetéig ez volt az egyik legfontosabb kereskedelmi útvonal, de a déli szakaszát ma is használják. A csatorna építése azonban rendkívüli áldozatokkal járt, volt idő, amikor a felnőtt férfi lakosság egyharmadát kivezényelték a munkához. Ezt a terhet a gazdaság nem tudta elviselni, az erőltetett ütemű munka éhínségekhez vezetett.
A Nagy-csatorna megépítése után tovább rontották a helyzetet a császár hódító hadjáratai; 612 és 614 között háromszor támadta meg milliós sereggel Koreát, s mindháromszor súlyos vereséget szenvedett. Ezután sorra törtek ki a parasztfelkelések, míg végül 618-ban a császári testőrök megfojtották Szuj Jang-ti (Sui Yangdi)t. A Szuj (Sui)-dinasztia ezzel 38 éves uralkodás után megbukott, de intézkedéseivel előkészítette a Tang-dinasztia három évszázados uralmát.

## ASzuj(Sui)-dinasztia uralkodói
| Templomi neve (si hao (shi hao) 諡號)                | Születési neve                 | Uralkodás ideje | Uralkodási éra                                                        |
| Ven-ti (Wendi) (文帝)                                | Jang Csien (Yang Jian) (楊堅)  | 581-604         | Kaj-huang (Kaihuang) (開皇) 581-600 Zsen-sou (Renshou) (仁壽) 601-604 |
| Jang-ti (Jangdi) (煬帝) vagy Ming-ti (Mingdi) (明帝) | Jang Kuang (Yang Guang) (楊廣) | 604-618         | Ta-je (Daye) (大業) 605-618                                           |
| Kung-ti (Gongdi) (恭帝)                              | Jang Ju (Yang You) (楊侑)      | 617-618         | Ji-ning (Yining) (義寧) 617-618                                       |
| Kung-ti (Gongdi) (恭帝)                              | Jang Tung (Yang Tong) (楊侗)   | 618-619         | Huang-taj (Huangtai) (皇泰) 618-619                                   |